# Гофман, Пётр Ромуальдович
Пётр Ромуальдович Гофман (1904—1975) — советский актёр театра и кино.

## Биография
На театральной сцене с 1929 года. С 1931 года работал в ленинградском театре «Пролеткульт».
В театр имени Бестужева в Улан-Удэ Пётр Ромуальдович пришёл в 1942 году уже опытным артистом, имея опыт работы на сцене и на съёмочной площадке. Ему довелось работать с такими мастерами как Б. Н. Ливанов, Н. П. Хмелев, Л. С. Вивьен..
В 1959 году участвовал во II декаде бурят-монгольского искусства в Москве.

## Награды и звания
- орден «Знак Почёта» (24.12.1959)
- Народный артист Бурят-Монгольской АССР (1954)[3][4]

## Творчество

### Роли в театре
- «Как закалялась сталь» по роману Н. А. Островского — матрос Жухрай[1]
- «Порт-Артур» А. Н. Степанова и И. Ф. Попова — Стессель[4]
- «Сердце не прощает» А. В. Софронова — Хомутов[1]
- «Забайкальская быль» Балдано и Метелицы — Лама[4]
- «Платон Кречет» А. Е. Корнейчука — Берест[4]
- «Оптимистическая трагедия» Всеволода Вишневского — Вожак[4]
- «Весёлка» Н. Я. Зарудного — Антон Кряж[4]
- «Не всё коту масленица» А. Н. Островского — Ахов[4]
- «Коварство и любовь» Шиллера — Президент[4]
- «Третья патетическая» Н. Ф. Погодина — Гвоздилин[4]

### Фильмография
- 1936 — Девушка спешит на свидание
- 1936 — Леночка и виноград — повар дядя Петя
- 1936 — Чудесный корабль
- 1937 — Балтийцы — Безенчук
- 1938 — Одиннадцатое июля — ксендз (нет в титрах)
- 1938 — Маска — старшина клуба
- 1939 — Человек в футляре — продавец цветов
- 1940 — Танкер «Дербент» — моторист